# بتلياكوف بي إي-2
بتلياكوف بي-2 (بالروسية: Петляков Пе-2) — لقبها «Пешка» بيدق؛ اسم تعريف الناتو : Buck، كانت قاذفة قنابل سوفيتية بمحركين استُخدمت خلال الحرب العالمية الثانية. كانت واحدة من أبرز طائرات الهجوم التكتيكي في الحرب، كما أثبتت نجاحها في دور المقاتلة الثقيلة، والمقاتلة الليلية (طراز بي إي-3) وكطائرة استطلاع. كانت طائرة بي-2، من الناحية العددية، أهم قاذفة سوفيتية في الحرب العالمية الثانية، وفي ذروة نشاطها شكلت 75% من قوة القاذفات السوفيتية ذات المحركين. صنع السوفيت طائرات بي-2 بأعداد أكبر (11430 طائرة) خلال الحرب مقارنة بأي طائرة مقاتلة أخرى ذات محركين باستثناء الطائرة الألمانية يونكرز يو 88 والطائرة البريطانية فيكرز ويلينجتون. استخدمت العديد من القوات الجوية للكتلة السوفيتية هذا النوع من الطائرات بعد الحرب، حيث صارت معروفة باسم حلف شمال الأطلسي Buck بق.

## التطوير
في عام 1937، كان فلاديمير بيتلياكوف قائد لواء الطائرات الثقيلة في مكتب تصميم توبوليف المسؤول عن تطوير القاذفة بعيدة المدى ذات المحركات الأربعة ANT-42 (التي ستدخل الخدمة في النهاية باسم بي إي-8). شهد هذا العام بداية التطهير الأعظم الذي قاده ستالين، ولم يسلم أحد من الشكوك؛ فقد أُرغم أندريه توبوليف، رئيس مكتب التصميم، على التوقيع على اعتراف في أكتوبر 1937 بأنه شكل مجموعة مناهضة للسوفيت ضمت بيتلياكوف، واعتقل الرجلان إلى جانب العديد من الآخرين.
على عكس العديد من الآخرين الذين تعرضوا للاعتقال أثناء التطهير الكبير، أُرسل بيتلياكوف ومصممو الأسلحة الآخرين إلى شاراشكا، وهي سجون خاصة يديرها مفوضية الشعب للشؤون الداخلية، حيث يمكن لهؤلاء السجناء القيمين مواصلة عملهم تحت المراقبة الدقيقة. في عام 1938، كُلف بيتلياكوف بقيادة أول قسم تقني خاص СТО للطيران والذي ضم أيضًا مصممين مشهورين آخرين في المستقبل مثل فلاديمير مياسيشيف، وهو زميل بيتلياكوف في مكتب تصميم توبوليف.

### في آي-100
نظرًا لأن الكلمة الروسية للرقم 100 هي Сто «ستو»، أعيد تسمية القسم التقني الخاص لاحقًا ليحمل اسم KB-100، وهناك اقترح بيتلياكوف تطوير طائرة اعتراضية ثنائية المحرك ضد القاذفات طويلة المدى عالية الارتفاع، وخاصة تلك التي تُطوَّر في ألمانيا مثل يونكرز يو 86 وهينشل إتش إس 130. قُبل اقتراحه في مارس 1938، بشرط أن يكون النموذج الأولي جاهزًا لأول رحلة له قبل نهاية عام 1939. أُطلق على المشروع في البداية اسم سماليوت 100 (حرفيًّا طائرة 100) ثم أُطلق عليه لاحقًا اسم في آي-100 (فيسوتني إستريبيتل - مقاتلة عالية الارتفاع).
كان مشروع في آي-100 مشروعًا طموحًا في وقته، مع ميزات متقدمة مثل المقصورة المضغوطة، والبناء المعدني بالكامل، والشواحن التوربينية ، والعديد من الأنظمة التي تعمل بالكهرباء. بالإضافة إلى ذلك، كانت متطلبات الأداء أيضًا صارمة للغاية: كان من المفترض أن تكون قادرة على الوصول إلى 630 كم/ساعة (391 ميلًا في الساعة) على ارتفاع 10000 متر، وسقف 12500 متر، ومدى 1400 كم. ستحتاج الطائرة أيضًا إلى هيكل معزز حتى تتمكن من تحمل الضغوط التي تفرضها سرعة الماخ عند القيام بهجمات الانقضاض من ارتفاعات عالية ضد تشكيلات القاذفات المعادية. من أجل المساعدة في التطوير الصعب لـلطائرة 100، حُشدت جهود مكاتب تصميم أخرى مثل تلك التابعة لـلمصممين ياكوفليف وميكويان وجوريفيتش وسوخوي . انتهى إنتاج أول نموذج بالحجم الكامل لطائرة في آي-100 في مايو 1939، وأجريت أول رحلة للنموذج الأولي في 22 ديسمبر 1939.
كانت طائرة في آي-100 طائرة أحادية السطح ذات أجنحة منخفضة مصنوعة بالكامل من المعدن، مدعومة بمحركين من طراز كليموف إم-105 آر، وهما محركا هيسبانو-سويزا 12 واي المرخصان، وكانا الأكثر تقدمًا في الاتحاد السوفيتي آنذاك، حيث كانا يشغلان المراوح الدافعة من طراز فيش-42 ثلاثية الشفرات ذات الخطوة المتغيرة، والتي حُسنت بواسطة شاحنين توربينيين من طراز TK-3 مثبتين في أغطية المحرك. كان تسليحها الأساسي من مدفعين عيار 20 ملم طراز شفاك، ومدفعين عيار 7.62 من طراز شكاس، مع رشاش شكاس آخر مثبت في حامل ثابت في مخروط الذيل للدفاع عن النفس. صُمم لنموذج الأولي الأول في آي-100 أيضًا لحمل كيه إس-76 (48 قذيفة مدفعية معدلة من طراز 76) (قذائف مدفعية عيار 200 ملم مزودة بصمامات مؤقتة) أو شرائط KS-100 (96 قنبلة AO-25) في جسم الطائرة لإسقاطها على تشكيلات القاذفات المعادية. جُهز النموذج الأولي الثاني بدلًا من ذلك برفوف قنابل خارجية تزن 1000 كيلوجرام من القنابل وحجرات القنابل الداخلية لـقنابل وزن 600 كيلوجرام بدلًا من أشرطة القنابل المضافة في النموذج الأولي الأول.
عُرض النموذج الأولي الأول للطائرة في آي-100 علنًا خلال عرض عيد العمال عام 1940، حيث كان يقودها الرائد ستيفانوفسكي، بينما كان بيتلياكوف وفريقه يشاهدون من فوق أسطح معتقلاتهم. أثناء الاختبار في عام 1940، عانى النموذج الأولي الثاني في آي-100 من حريق في قمرة القيادة بسبب صامولة غير مشدودة بشكل صحيح في مصدر الوقود وتحطم في روضة أطفال، مما أسفر عن مقتل مجموعة من الأطفال الصغار ومعلم. وعلى الرغم من فقدان النموذج الأولي الثاني ووجود العديد من العيوب في النموذج الأولي الأول، فقد قيم أداء الطائرة بأنه مرضي ومناسب للمزيد من التطوير. كان أداؤها متفوقًا على المقاتلات السوفيتية الأخرى عالية الارتفاع مثل ميكويان جوروفيتش آي-200 (ميج-3 المستقبلية)، وقورنت مقارنة إيجابية بالطائرات المعاصرة مثل بوتز 630 ومسرشميت بي إف 110 وبريستول بيافايتر. ومع ذلك، فقد أدت الأحداث إلى تغييرات جوهرية في اتجاه مشروع في آي-100.

### بي بي-100
لقد أثبتت قاذفات الغوص يونكرز يو 87 شتوكا التابعة للقوات الجوية الألمانية قيمة القصف التكتيكي أثناء حملات الحرب الخاطة في عامي 1939 و1940؛ وفجأة، أصبحت الحاجة إلى مثل هذه الطائرات في سلاح الجو التابع للجيش الأحمر للعمال والفلاحين واضحة للغاية. وعلاوة على ذلك، بعد معاهدة مولوتوف-ريبنتروب لعدم الاعتداء، تمكن الخبراء السوفيت من زيارة مصانع الطائرات الألمانية، حيث اكتشفوا أن ألمانيا لم تكن لديها أي مشاريع تطوير واسعة النطاق للقاذفات طويلة المدى عالية الارتفاع. كما قُيم أداء الطائرات الموجودة بأنها ضمن قدرات المقاتلات ذات المحرك الواحد مثل آي-200.
ونتيجة لذلك، في مايو 1940، تقرر تصميم قاذفة قنابل تستخدم الديناميكية الهوائية الجيدة للطائرة VI-100 ووضعها في مرحلة الإنتاج. كان مطلوبًا من الطائرة الجديدة، التي سميت الآن بـ PB-100 ( Pikiruyushchiy Bombardirovshchik - "قاذفة انقضاضية")، تحقيق سرعة قصوى تبلغ 535 ميلًا في الساعة. كم/ساعة على ارتفاع 4800-4900 متر، مدى 1600 كم على ارتفاع 5000 متر، وسقف 8000 متر. كُلف بيتلياكوف وفريقه بإعادة تصميم المقاتلة عالية الارتفاع ذات المقعدين إلى قاذفة قنابل ذات ثلاثة مقاعد في غضون 45 يومًا. ومن أجل تلبية هذا الموعد النهائي، تلقى فريق بيتلياكوف المساعدة من نحو 300 متخصص من مكاتب التصميم الأخرى.
كان لا بد من إعادة تصميم جسم الطائرة في آي-100 للقيام بدور القصف الانقضاي. في البداية، كانت طائرة PB-100 تتميز بثلاث كبائن مضغوطة لطاقم مكون من ثلاثة أفراد، لكن القوات الجوية حكمت بأن الضغط كان ترفًا غير ضروري لدور القصف الانقضاي، فألغي هذا المطلب. علاوة على ذلك، كان الأداء المرتفع الذي توفره الشواحن التوربينية غير ضروري أيضًا، فتخلوا عنه أيضًا. أضيف زجاج واسع النطاق إلى الجزء السفلي من الأنف لمنح الطيار أقصى قدر من الرؤية أثناء هجوم القصف. حجرة قنابل تحمل قنبلة واحدة وزن 100 كلجم في كل باسنة محرك، بينما ظلت المحركات كما هي. عُدل الجناح، مع إضافة فرامل الانقضاض. أعيد تصميم قمرة القيادة، مما أدى إلى جمع الملاح والطيار معًا، وزُودت بزجاج مكثف، وأضيف مدفع رشاش دفاعي في الوضع البطني، يشغله مدفعي.
انتهت أعمال إعادة التصميم في الوقت المناسب، وطُلب إنتاج PB-100 دون بناء نموذج أولي (تم إجراء اختبارات ثابتة فقط للمكونات الجديدة مثل جسم الطائرة)، مع إكمال أول سلسلتين من إنتاج PB-100 بواسطة المصنع 39 في أواخر خريف عام 1940. بدأت تجارب الآلة القيادية (رقم 390101) في 15 ديسمبر 1940. وبموجب القواعد الجديدة التي اعتمدت أيضًا في ديسمبر 1940، أعيد تسمية الطائرة أيضًا إلى Pe-2 2M-105.

## ميزات التصميم
ورثت طائرة بي إي-2 التكوين الأساسي للطائرة أحادية السطح ذات المحركين ذات الأجنحة المنخفضة من طائرة في آي-100. كان هيكلها مصنوعًا بالكامل من المعدن، مع استخدام القماش فقط لتغطية الجنيحات وأسطح التحكم. كان الذيل مزودًا بزعانف مزدوجة ودفة ذات انحراف واضح بمقدار 8 درجات على مستوى الذيل؛ وقد أضيف هذا إلى بي في-100 لتصحيح الاستقرار الجانبي الضعيف الموجود في في آي-100 أثناء الاختبار.
ورث جناح بي إي-2 تصميمه من نموذج في آي-100، ولكن مع التحسين للأداء على ارتفاعات عالية على حساب الرفع الأقل على ارتفاعات منخفضة، مما أدى إلى ضعف القدرة على المناورة وخصائص الإقلاع والهبوط. على سبيل المثال، في حين كانت خصائص طيران طائرة بي إي-2 جيدة عمومًا بمجرد إقلاعها، فقد تطلب الأمر قدرًا كبيرًا من القوة لسحب الروافع إلى الأعلى لتدوير الطائرة للإقلاع. في كثير من الأحيان كانت مهمات القصف الليلي الروسية تحلق مع الطيارين الإناث، وبعض النساء لم يكن لديهن القوة الكافية لرفع الطائرة إلى الجو بأنفسهن. عندما يحدث مثل هذا الموقف، كان الإجراء المتبع هو أن تجلس الملاحة خلف مقعد الطيار وتلف ذراعيها حول عجلة التحكم ويساعد الطيار في سحب العجلة للخلف. بمجرد أن أصبحت الطائرة في الجو، عادت الملاحة إلى واجباتها واستمر الطيارة في قيادة الطائرة دون مساعدة. بالإضافة إلى ذلك، كانت طائرة بي إي-2 تتمتع بسمعة سيئة بسبب الهبوط الصعب، فضلًا عن ارتدادها السيئ أثناء الهبوط بسبب عدم كفاية ممتصات الصدمات في معدات الهبوط. قد يكون هذا الأمر قاتلًا إذا لم يكن الطيار مستعدًا لذلك. كما صُممت الأجنحة أيضًا باستخدام فرامل انقضاض شبكية من نوع الستائر الفينيسية لدور القصف الانقضاضي.
زودت الطائرة بي إي-2 بنظام لتثبيط النيران في خزانات الوقود المغلقة ذاتيًّا، يملأ هذا النظام خزانات الوقود بالنتروجين تدريجيًّا بهدف خفض مخاطر الاشتعال إذا أصيبت الطائرة بنيران العدو.

### الكتب
- And'al, Jozef, Hans-Heiri Stapfer & Peter Novorol'ník. Petljakov Pe-2 a Pe-3 (HT Model Speciál no.911) (in Slovak with four-page English summary sheet). Bratislava, Slovakia: Magnet Press s.r.o., 2005. ISSN 1335-3667.
- Angelucci, Enzo and Paolo Matricardi. World Aircraft: World War II, Volume II (Sampson Low Guides). Maidenhead, UK: Sampson Low, 1978. (ردمك 0-562-00096-8).
- "From Sotka to Peshka:The Story of Petlyakov's Pe-2, Its Origins and its Derivatives". الجو الدولية. August 1979, Vol. 17 No. 2. pp. 76–83, 93–94.
- Drabkin, Artem. The Red Air Force at War: Barbarossa and the Retreat to Moscow – Recollections of Fighter Pilots on the Eastern Front. Barnsley, UK: Pen & Sword Military, 2007. (ردمك 1-84415-563-3).
- Gordon, Yefim and Khazanov, Dmitri. Soviet Combat Aircraft of the Second World War, Volume 2: Twin-Engined Fighters, Attack Aircraft and Bombers. Earl Shilton, UK: Midland Publishing Ltd., 2006. (ردمك 1-85780-084-2).
- Gunston, Bill. Aircraft of World War 2. London, Octopus book limited, 1980. (ردمك 0-7064-1287-7).
- Gustin, Emmanuel and Anthony G. Williams. Flying Guns: The Development of Aircraft Guns, Ammunition and Installations 1933–45. Ramsbury (MA), Airlife, 2003. (ردمك 978-1-84037-227-4).
- Jackson, Robert. Aircraft of World War II – Development – Weaponry – Specifications Enderby Le, Silverdale Books, 2003. (ردمك 1-85605-751-8).
- Keskinen, Kalevi; Stenman, Kari and Niska, Klaus. Suomen Ilmavoimien Historia 9, Venäläiset Pommittajat (Soviet Bombers) (in Finnish with English summary). Espoo, Finland: Tietoteos, 1982. (ردمك 952-99432-7-X).
- Karhunen, Joppe. Taistelulentäjien Jatkosota (in Finnish). Tammi, Finland: Kirjat, 1994. (ردمك 951-31-0132-0).
- Khazanov, Dimitry; Vladimir Kotelnikov and Aleksandr Medved. Le Petlyakov Pe-2 (in French). Outreau, France: Lela Presse, 2007. (ردمك 2-914017-38-3).
- Khazanov, Dimitry and Medved, Aleksander. Combat Aircraft 96: Pe-2 Guards Units of World War 2. Oxford, UK: Osprey Publishing, 2013. (ردمك 978-1-78096-065-4).
- Медведь, А.Н. и Хазанов, Д.Б. Пикирующий бомбардировщик Пе-2. «Пешка», ставшая ферзём. Москва: Коллекция, Яуза, ЭКСМО, 2007. Medved', A.N and Khazanov, D.B. Pikiruyushchiy bombardirovshchik Pe-2. "Peshka", stavshaya ferzyom (Pe-2 Dive Bomber. A "Pawn" That Became a Queen). Moscow, Russia: Collection, Yauza, EKSMO, 2007. (ردمك 978-5-699-24361-7).
- Medved, Aleksandr Nikolaevich and Dmitrij B. Khazanov. Pe-2, part 1 (Armada no.13) (in Russian). M-Hobby Publishing, 1999.
- Medved, Aleksandr Nikolaevich and Dmitrij B. Khazanov. Pe-2, part 2 (Armada no.18) (in Russian). M-Hobby Publishing, 2000.
- Passingham, Malcolm and Klepacki, Waclaw. Petlyakov Pe-2 and Variants (Aircraft in Profile No. 216). Windsor, Berkshire, UK: Profile Publications Ltd., 1971.
- Smith, Peter C. Petlyakov Pe-2 'Peshka'. Ramsbury, UK: The Crowood Press, 2003. (ردمك 1-86126-588-3).
- Smith, Peter C. Petlyakov Pe-2: Stalin's Successful Red Air Force Light Bomber. Barnsley, UK: Air World, 2020. (ردمك 978-1-52675-930-6)
- Stapfer, Hans-Heiri. Petlyakov Pe-2 in Action (Aircraft number 181). Carrollton, Texas: Squadron/Signal Publications, Inc., 2002. (ردمك 0-89747-439-2).